# Saint-Jean—Albert (circonscription fédérale)
Saint-Jean-Albert était une circonscription électorale fédérale du Nouveau-Brunswick, au Canada, dont le représentant a siégé à la Chambre des communes de 1914 à 1966. 

## Histoire
Cette circonscription a été créée en 1914 par la fusion des circonscriptions de Cité de Saint-Jean et de Cité et Comté de Saint-Jean, et de la partie correspondant au Comté d'Albert de la circonscription de King's et Albert.
En 1966, elle a été abolie et a été répartie entre les circonscriptions de :
- Carleton—Charlotte pour les paroisses de Musquash et de Lancaster (sauf la cité de Lancaster) ;
- Fundy—Royal pour les paroisses d'Alma, Elgin, Harvey, Hillsborough, Hopewell, d'une partie des paroisses de Saint-Martins et de Simonds ;
- Moncton pour la paroisse de Coverdale ;
- Saint-Jean—Lancaster pour les cités de Saint-Jean et Lancaster et d'une partie du territoire d'East Saint John.

## Liste des députés successifs
Cette circonscription fut représentée par les députés suivants :
|  | Législature | Date élection     | Député                                            | Profession                    | Parti                       |
|  | ----------- | ----------------- | ------------------------------------------------- | ----------------------------- | --------------------------- |
|  | 13e         | 17 décembre 1917  | Rupert Wilson Wigmore et Stanley Edward Elkin     | Ingénieur et homme d'affaires | Unioniste                   |
|  | ¹           | 20 septembre 1920 | Rupert Wilson Wigmore                             | Ingénieur                     | Unioniste                   |
|  | 14e         | 6 décembre 1921   | John Babington Macaulay Baxter et Murray MacLaren | Avocat et médecin             | Conservateurs pour les deux |
|  | 15e         | 29 octobre 1925   | Murray MacLaren et Thomas Bell                    | Médecin et marchand           | Conservateurs pour les deux |
|  | 16e         | 14 septembre 1926 | Murray MacLaren et Thomas Bell                    | Médecin et marchand           | Conservateurs pour les deux |
|  | 17e         | 28 juillet 1930   | Murray MacLaren et Thomas Bell                    | Médecin et marchand           | Conservateurs pour les deux |
|  | ²           | 25 août 1930      | Murray MacLaren                                   | Médecin                       | Conservateur                |
|  | 18e         | 14 octobre 1935   | William Michael Ryan                              | Avocat                        | Libéral                     |
|  | ³           | 21 février 1938   | Allan Getchell McAvity                            | Ingénieur                     | Libéral                     |
|  | 19e         | 26 mars 1940      | Douglas King Hazen                                | Avocat                        | Gouvernement national       |
|  | 20e         | 11 juin 1945      | Douglas King Hazen                                | Avocat                        | Conservateur                |
|  | 21e         | 27 juin 1949      | Daniel Riley                                      | Avocat                        | Libéral                     |
|  | 22e         | 10 août 1953      | Thomas Miller Bell                                | Avocat                        | Conservateur                |

¹ élection partielle due à la nomination de Rupert Wilson Wigmore comme ministre des Douanes et du revenu
² élection partielle due à la nomination de Murray MacLaren comme ministre des pensions et de la santé nationale
³ élection partielle à la suite du décès de William Michael Ryan